# ヴィクトリア (ティラノサウルス)
ヴィクトリア（Victoria）は、2013年に発見されたティラノサウルスの標本。骨格には他のティラノサウルスとの戦闘による負傷と考えられる病変が見られ、これが死因と推測されている。性別は雌。骨格には多くの骨が保存されており、ほぼ完全な骨格である。

## 発見
2013年にアメリカ合衆国サウスダコタ州フェイス郊外で発見された。発掘には8か月を要し、199個の骨が回収され、カナダのブリティッシュコロンビア州でクリーニングや研究が行われた。研究施設がヴィクトリアに位置していたことから、標本には「ヴィクトリア」という愛称が名付けられた。

## 特徴
全高約3.7メートル、全長約12メートル、推定体重10.5トン。ティラノサウルスの標本の中でも、CNNによると史上2番目に、ヒューストン自然科学博物館によると世界を転々とするものでは最も完全に骨が保存されている。また、化石化の過程を経た変形も僅かであった。具体的には頭蓋骨・胸郭・四肢・積椎骨の一部が保存されており、失われることの多い口蓋骨も残されている。口内には同一の歯槽から2本の歯が生えている様子や、折れた歯を補うために新たな歯が生えている証拠も見られる。
頸部には負傷があり、治癒して癒合している様子が見られる。ただし、死因は定かではないものの、頸部の病変はヴィクトリアの直接の死因ではないと考えられる。より可能性の高い死因は口内の病変である。別のティラノサウルスの個体に噛まれた後に病変が口内で広がって両顎におよび、それにより死に至った可能性がある。この負傷は敗血症に繋がった可能性もある。
なお、大型の個体であるがスーほど高齢ではなく、18 - 25歳程度で死亡したと見られている。

## 展示
ヴィクトリアは2019年11月から5年間世界各地の博物館を巡回し、企画展に展示される。展示された博物館にはアリゾナ科学センターやヒューストン自然科学博物館がある。